# Комплекси (фільм, 1965)
«Комплекси» (італ. I complessi) — італійський комедійний фільм 1965 року про людські комплекси, що складається з трьох кіноновел режисерів Діно Різі («Вирішальний день»), Франко Россі («Комплекс нубійського раба») та Луїджі Філіпо Даміко («Гульєльмо зубатий»).

## Сюжет
І. «Вирішальний день»
Нерішучий і сором'язливий співробітник компанії Раганеллі (Ніно Манфреді) нарешті вирішує освідчитися у коханні Габріелі (Іларія Оккіні), яка давно догадалася хто залишає квіти на її робочому столі.
ІІ. «Комплекс нубійського раба»
Поважаний у суспільстві професор Джільдо Беоці (Уго Тоньяцці) несподівано довідується, що його дружина ще до одруження знялася у якомусь фільмі дещо оголеною. Звичайно, він обов'язково мусить знищити усе, що стосується цієї ганебної події.
ІІІ. «Гульєльмо зубатий»
Гульєльмо Бертоне (Альберто Сорді) бере участь у конкурсі щоб стати диктором італійського телебачення. Він надзвичайно ерудований і має прекрасну дикцію. Єдина перешкода — це його великі «конячі» зуби.

## Ролі виконують
- Ніно Манфреді — Раганеллі (І)
- Іларія Оккіні — Габріела (І)
- Рікардо Гарроне — Альваро (І)
- Уго Тоньяцці — професор Джільдо Беоці (ІІ)
- Кльоді Лянж — дружина Джільдо (ІІ)
- Альберто Сорді — Гульєльмо Бертоне (III)

## Пісні з фільму
- «Правда» [Архівовано 19 Жовтня 2020 у Wayback Machine.] / (La verità), виконує Пол Анка
- «Серф на трубі» [Архівовано 17 Жовтня 2020 у Wayback Machine.] / (Il surf della tromba), виконує Гастон Паріджі[it]
- «Друже, іди» [Архівовано 17 Жовтня 2020 у Wayback Machine.] / (Amico va'), виконує група Кліка[it]
- «Хліб з маслом і мармеладом» / (Pane burro e marmellata), виконує Россана Бернардіні
- «Якби моє серце промовляло до мене» [Архівовано 15 Жовтня 2020 у Wayback Machine.] / (Se per me parlasse il cuore ), виконує Стельвія Чяні